# Старий Юледур
Старий Юледу́р (рос. Старый Юледур, марій. Тошто Йӱледӱр) — присілок у складі Куженерського району Марій Ел, Росія. Входить до складу Шудумарського сільського поселення.

## Населення
Населення — 249 осіб (2010; 264 у 2002).
Національний склад (станом на 2002 рік):
- марі — 96 %